# 亚历山大·卡普托
亚历山大·谢苗诺维奇·卡普托（俄语：Александр Семёнович Капто，1933年4月14日—2020年4月19日），乌克兰出身的俄罗斯社会学家、政治学家、外交官，前苏联驻古巴大使（1986年－1988年）、驻朝鲜大使（1990年－1991年）。

## 生平
1933年4月14日出生于第聂伯罗彼得罗夫斯克州托马基夫卡区上塔拉索夫卡。1955年加入苏联共产党。1957年毕业于第聂伯罗彼得罗夫斯克大学乌克兰语言文学专业。历任共青团第聂伯罗彼得罗夫斯克市十月区委书记（1957年－1958年）、市委书记（1958年－1960年）、州委书记（1960年－1961年），乌克兰共和国青年报副总编辑（1961年－1963年）、总编辑（1963年－1966年），乌克兰共青团中央第二书记（1966年－1968年）、第一书记（1968年－1972年），苏共基辅市委书记（1972年）、州委书记（1972年－1978年），乌共中央文化部部长（1978年－1979年）、书记处书记（1979年－1986年）。苏共中央社会主义国家联络部第一副部长（1988年）、意识形态部部长（1988年－1990年）。苏联驻古巴大使（1986年－1988年）、驻朝鲜大使（1990年－1991年）。
1985年获哲学博士学位。1992年任俄罗斯科学院社会政治研究所首席研究员，1996年至2006年任副所长。主要研究国际关系、政治社会学、职业道德、青年的社会活动等课题。
2020年4月19日逝世。